# China Post
China Post, nombre completo China Post Group Corporation, es la empresa pública que opera el servicio postal oficial de China.

## Historia
La oficina de correos del Imperio Qing fue establecida en 1878 por Robert Hart a propuesta de las potencias extranjeras [cita requerida], con sucursales en cinco grandes ciudades de comercio. El 20 de marzo de 1896, la oficina de correos se convirtió en el Gran Servicio Postal de Qing. El gran servicio postal de Qing pasó a llamarse Chunghwa Post en 1912. Chunghwa Post había firmado un contrato con el grupo China Airways Federal en 1929 para el transporte de correo aéreo en Shanghái-Hankow, Nankín-Pekín, y las rutas de Hankow-Cantón. Chunghwa Post había funcionado como el proveedor del principal servicio de correos de China continental hasta 1949.
El actual servicio de correos de República Popular de China fue establecido en 1949. Substituyó el Chunghwa Post en China en 1949, así como en la Unión Postal Universal en 1972. Antes fue administrada por el Ministerio de correos y telecomunicaciones. China Post está supervisado directamente por la oficina de correo de la República Popular China que tiene la responsabilidad general para regular el servicio postal en China. La oficina de correos estatal es una agencia de informes a la Ministerio de industria de información de la República Popular China.[cita requerida]

## Estructura

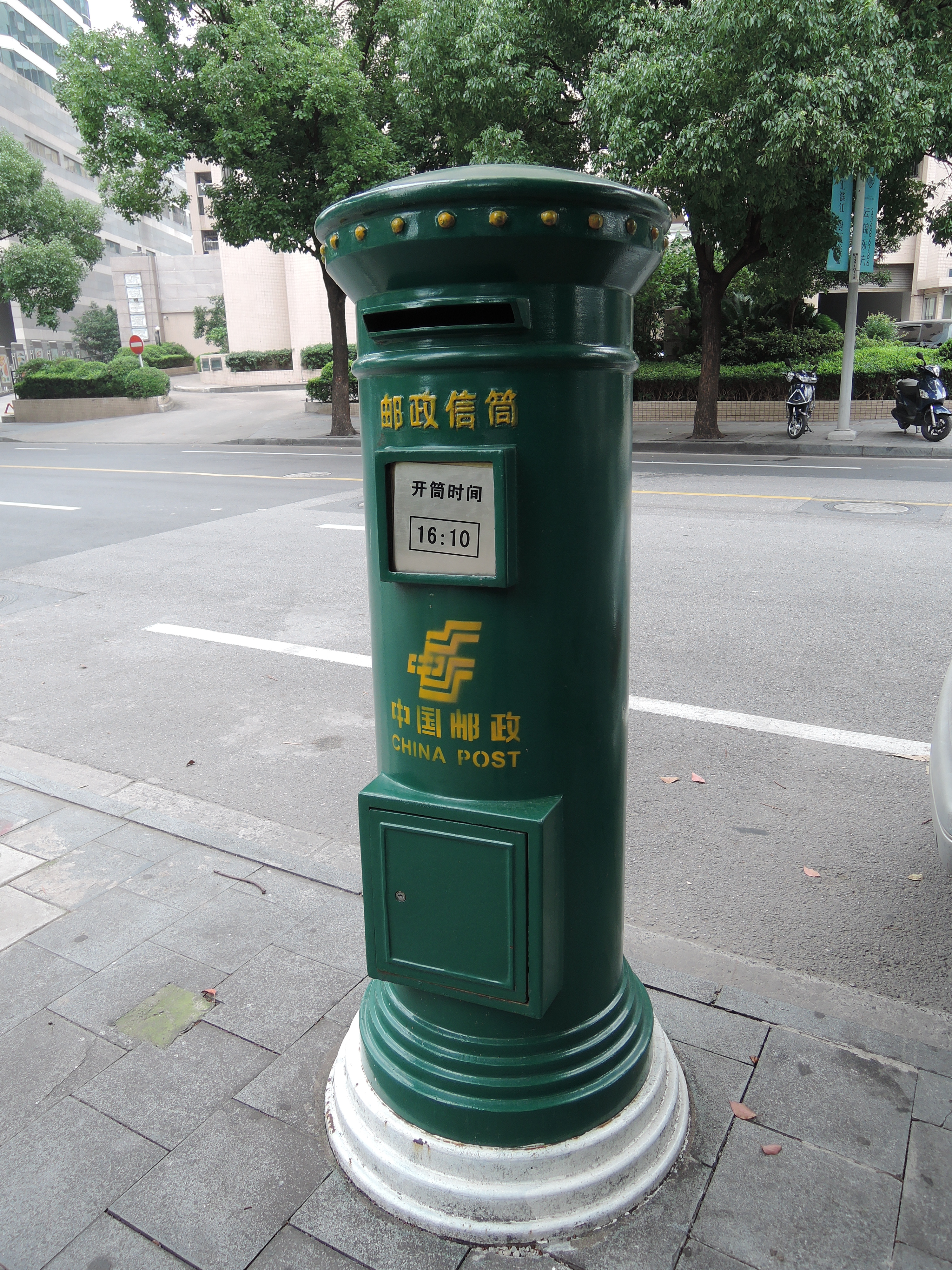
Un Buzón de Correo en Shanghái

China Post está organizado con la siguiente estructura organizacional.
| # | Departamento                              | Descripción |
| - | ----------------------------------------- | --- |
| 1 | Oficina General                           | Responsable de las nueva postal estrategias y políticas, coordinación, medios de comunicación y publicidad, comentarios y quejas y seguridad temas de investigación. |
| 2 | Departamento de gestión del Sector Postal | Responsable para la regulación del mercado postal y la formulación de la legislación postal.                                                                         |
| 3 | Departamento de sellos postales           | Responsable de emisión de comprobantes de gastos de envío y servicios filatélicos.                                                                                   |
| 4 | Departamento de planificación y finanzas  | Responsable de las finanzas, activos estatales y el desarrollo de tecnologías postales.                                                                              |
| 5 | Departamento de servicio público          | Responsable de calidad de los servicios postales. |
| 6 | Departamento de Post operación de rutas   | Responsable de la construcción y operación de rutas de correos y logística.                                                                                          |
| 7 | Departamento de cooperación internacional | Responsable de la gestión de asuntos postales internacionales y servicios.                                                                                           |
| 8 | Departamento de personal y educación      | Responsable de personal, pago de renta y formación de recursos humanos en el sector postal.                                                                          |

- Oficinas de correos a nivel provincial, región y municipio

- Oficinas postales: 82.116

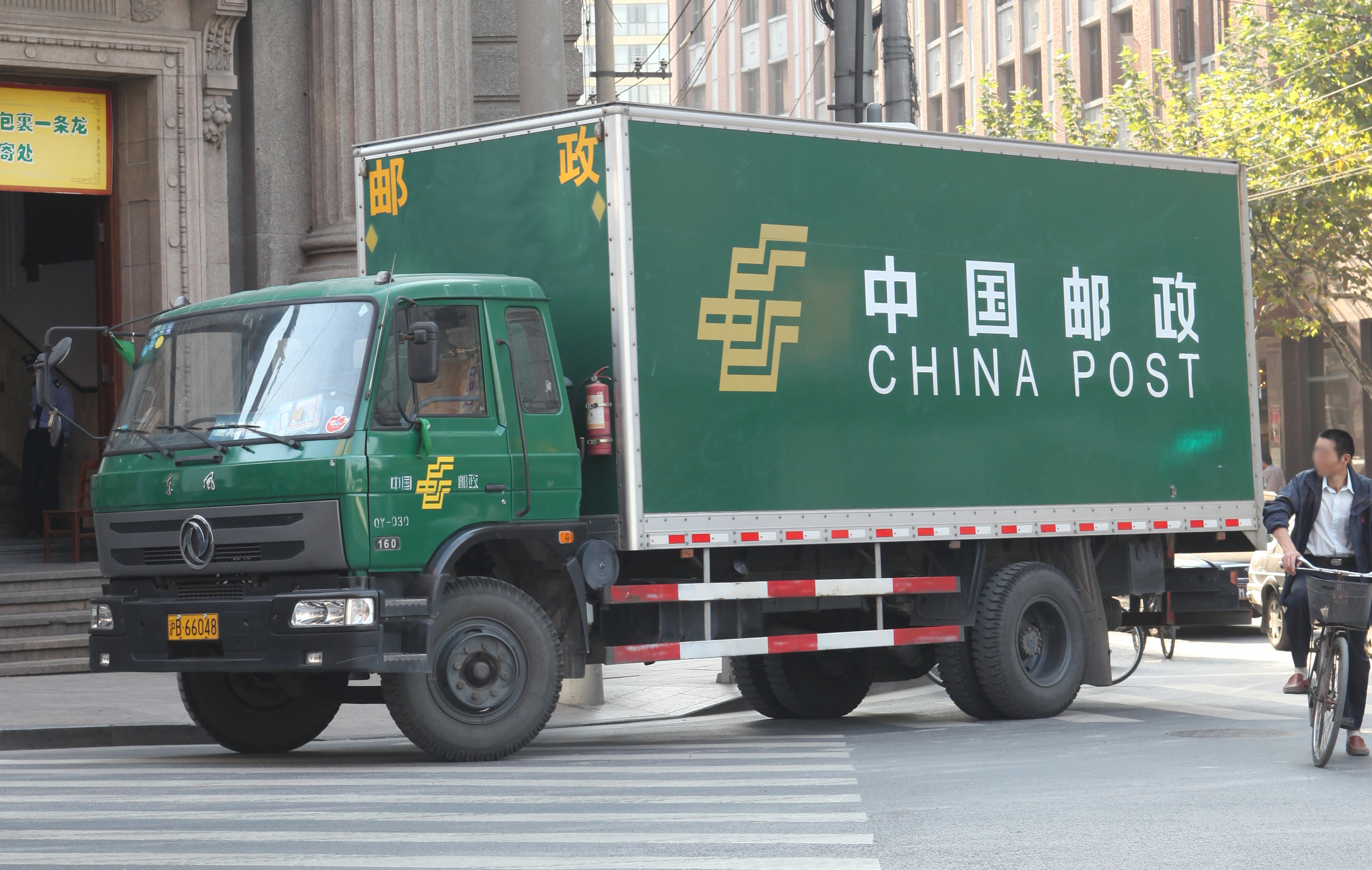
Un camión de correo

- Centros de procesamiento de correo: 236
- Kilómetros recorridos por camiones de ruta: 3,1 millones de kilómetros
- Vehículos de transporte: 39.000
- Aviones: 5 Avion de Correo.
- Vagones de ferrocarril: 73
- Clasificadoras de cartas: 155

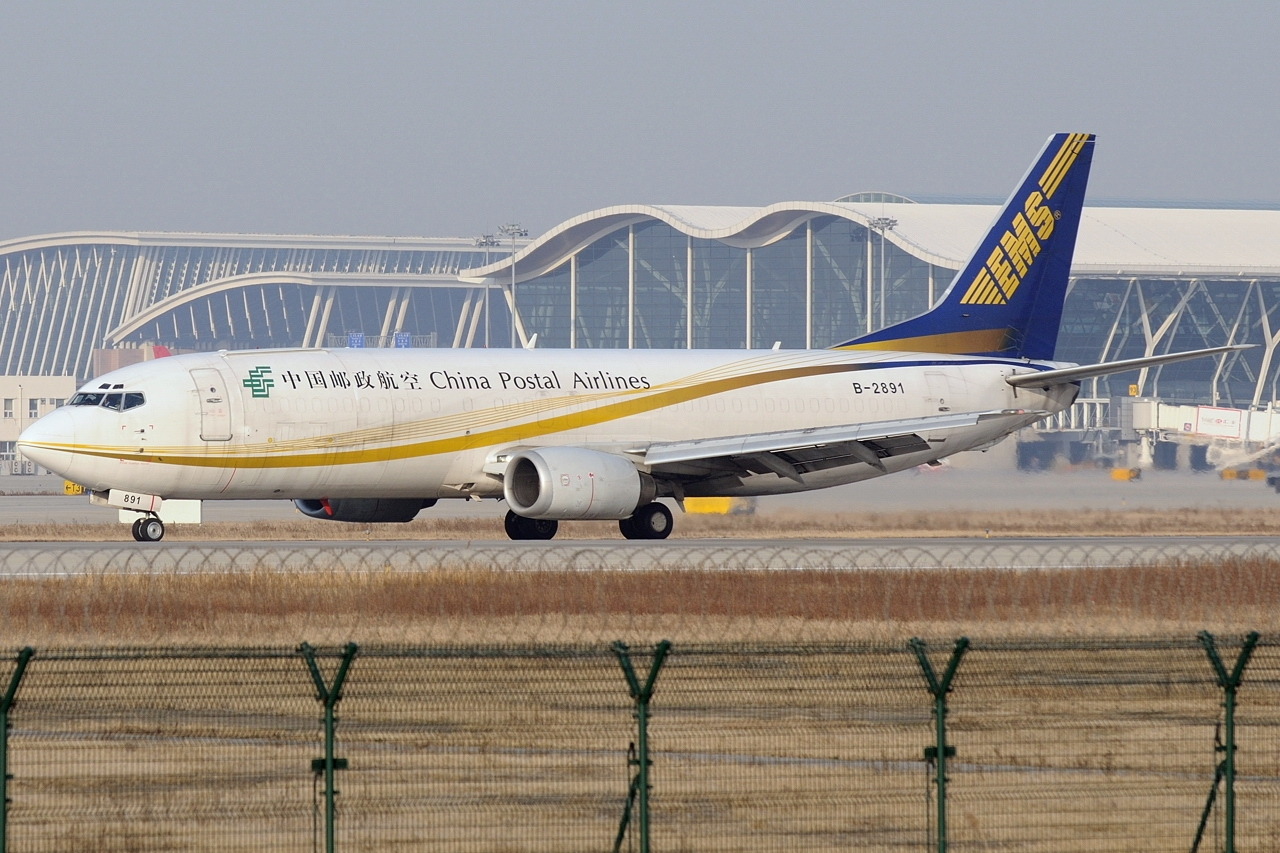
Avion de Correo.

- Clasificadoras de impuestos automáticas: 209
- Oficinas de correo computerizadas: 20.000